# Charlotte Amalie
Charlotte Amalie er en by på øen Sankt Thomas i øgruppen Jomfruøerne i Det Caribiske Hav. Byen er hovedstad og største by i det amerikanske territorium De Amerikanske Jomfruøer, de forhenværende Dansk Vestindiske Øer. Byen har et anslået indbyggertal på 14.477 (2020).
Charlotte Amalie er opkaldt efter Dronning Charlotte Amalie (1650-1714), der var gift med Kong Christian 5. Navnet Sankt Thomas har også været anvendt om byen i danskertiden før 1917, og fra 1921 til 1936. Navnet Charlotte Amalie var i brug i perioden fra 1917 til 1921, og siden 1936.
I byen er der flere spor efter danskertiden, blandt andre danske gadenavne som Dronningens Gade. Den vestlige verdens næstældste synagoge (fra 1833), ligger i Crystal Gade, opført samme år som synagogen i Krystalgade i København. I byen ligger også Fort Christian.
Den dybe havn gjorde engang byen til et yndet tilholdssted for pirater, mens byens rytme i dag er præget af de store krydstogtskibe, der dagligt anløber havnen og medbringer flere tusinde turister. I 2004 blev Charlotte Amalie besøgt af 1,4 millioner krydstogtturister.

## Historie
Charlotte Amalie var i flere perioder hovedstad for Dansk Vestindien. Byen, som ligger på Sankt Thomas, blev oprindelig kaldt Taphus og fik sit nuværende navn i 1691, opkaldt efter kong Christian 5.'s kone, dronning Charlotte Amalie af Hessen-Kassel. Byen er i perioder blevet kaldt Sankt Thomas.
Oprindelig fandtes der kun et lille fort, hvor guvernøren havde sin bolig. Fæstningen Fort Christian blev påbegyndt i 1671 og er opkaldt efter kong Christian V. Fra sin residens i fortet uddelte guvernøren land til de nyankomne kolonister, som ønskede at bosætte sig på øen. Under guvernør Nicolai begyndte man at oprette kroer, hvilket gav byen dens første navn. Beliggenheden var fordelagtig: byen lå i bunden af en dyb bugt på øens sydside, forholdsvis vel beskyttet både mod øst og vest af fremtrædende landområder og kun med adgang fra syd. Den ældste beskrivelse af byen stammer fra 1701, da den franske forfatter Pére Labat besøgte Sankt Thomas. Den lyder således:
"I en Afstand af 50 á 60 Skridt fra Fortet ligger Byen Langs Stranden. Den bestaar af én lang Gade, der ender ved Faktoriet, hvor Selskabet har sine Kontorer. Dette er en stor og smuk Bygning, som indeholder mange Værelser og bekvemme Rum for Handelsvarer samt for Negerslaver, med hvilke Selskabet driver Handel med Spanierne. Til højre for Faktoriet findes 2 smaa Gader, der bebos af franske Flygtninge. Byens Huse, som tidligere kun var Hytter, ere nu byggede af Sten, næsten alle med én Etage men meget godt indrettede; Gulvene ere af Fliser og Væggene hvidtede som i Holland."
Byen havde en fortrinlig rhed, den bedste i Vestindien, med en dybde af indtil 13 m og forenede tilgængelighed for de største skibe med læ mod passaten. Selve byen var beliggende på nordsiden af rheden.
På grund af det neutrale danske flag og sin status som frihavn blev Charlotte Amalie en af Vestindiens vigtigste handelscentre i 1700-tallet. I 1789 havde byen allerede 2.055 indbyggere, hvilket voksede til 5.891 i 1815, 11.071 i 1835 og 11.764 i 1880, da indbyggertallet kulminerede. Fra dette tidspunkt og frem til salget i 1917 var indbyggertallet aftagende til 7.747 i 1917.
I takt med, at byen voksede, udviklede den sig og fik en mere eller mindre rektangulær inddeling i gader parallelle med kystlinjen og gader vinkelrette på denne. Byen var afgrænset mod øst og vest af mindre højderygge. Fortet lå på en lille odde, der stak ud foran byen.

## Demografi
Befolkningsudvikling i tiden som dansk koloni
| År   | Indbyggere |
| ---- | ---------- |
| 1789 | 2.055      |
| 1815 | 5.891      |
| 1835 | 11.071     |
| 1841 | 11.076     |
| 1846 | 10.560     |
| 1850 | 11.383     |
| 1855 | 11.161     |
| 1860 | 11.381     |
| 1870 | 11.681     |
| 1880 | 11.764     |
| 1890 | 9.455      |
| 1901 | 8.540      |
| 1911 | 8.247      |
| 1917 | 7.747      |

kilde: Census, s. 41; sveistrup 79

## Klima
| Vejr for Charlotte Amalie | Vejr for Charlotte Amalie | Vejr for Charlotte Amalie | Vejr for Charlotte Amalie | Vejr for Charlotte Amalie | Vejr for Charlotte Amalie | Vejr for Charlotte Amalie | Vejr for Charlotte Amalie | Vejr for Charlotte Amalie | Vejr for Charlotte Amalie | Vejr for Charlotte Amalie | Vejr for Charlotte Amalie | Vejr for Charlotte Amalie | Vejr for Charlotte Amalie |
|                           | Jan                       | Feb                       | Mar                       | Apr                       | Maj                       | Jun                       | Jul                       | Aug                       | Sep                       | Okt                       | Nov                       | Dec                       | År                        |
| ------------------------- | ------------------------- | ------------------------- | ------------------------- | ------------------------- | ------------------------- | ------------------------- | ------------------------- | ------------------------- | ------------------------- | ------------------------- | ------------------------- | ------------------------- | ------------------------- |
| Gennemsnitlig maks °C     | 30                        | 30                        | 30                        | 31                        | 31                        | 32                        | 32                        | 33                        | 32                        | 32                        | 31                        | 30                        | 31,2                      |
| Gennemsnitlig min °C      | 22                        | 22                        | 22                        | 23                        | 24                        | 25                        | 26                        | 26                        | 25                        | 24                        | 24                        | 23                        | 23,8                      |
| Gennemsnitlig nedbør mm   | 48                        | 38,4                      | 38,6                      | 60,7                      | 85,3                      | 59,7                      | 61,5                      | 88,9                      | 135,6                     | 141,5                     | 134,1                     | 69,6                      | 961,9                     |
| Kilde:                    |                           |                           |                           |                           |                           |                           |                           |                           |                           |                           |                           |                           |                           |